# 제프 렌아델라이드
제프 렌아델라이드(프랑스어: Jeff Reine-Adélaïde, 1998년 1월 17일 ~ )는 프랑스의 축구 선수이다. 현재 RWD 몰렌베이크에서 뛰고 있다.